# George Brandt
Georg Brandt (26 de junho de 1694 — Estocolmo, 29 de abril de 1768) foi um químico e mineralogista sueco. Descobriu o cobalto (ca. 1735).
Brandt nasceu em Riddarhyttan, Skinnskatteberg, Vestmânia, filho de Jurgen Brandt, mineralogista e farmacologista, e Katarina Ysing. Foi professor de química na Universidade de Uppsala.
Aproximadamente em 1741 escreveu: "Tendo em vista haver seis espécies de metais, demonstrei mediante experimentos confiáveis ... "que existem seis tipos de semi-metais: um novo semi-metal, cobalto, em adição ao mercúrio, bismuto, zinco mais antimônio e arsênio".